# Heidi Hannula
Heidi Johanna Hannula (nacida el 26 de febrero de 1980 en Oulu) es una atleta finlandesa retirada que se especializó en los eventos de sprint. Representó a su país en los Juegos Olímpicos de Verano de 2000, así como en tres Campeonatos Mundiales al aire libre y uno en interiores.

## Registro de competición
| Año                     | Competición                          | Lugares                 | Posición                | evento                  | Notas                   |
| Representando Finlandia | Representando Finlandia              | Representando Finlandia | Representando Finlandia | Representando Finlandia | Representando Finlandia |
| ----------------------- | ------------------------------------ | ----------------------- | ----------------------- | ----------------------- | ----------------------- |
| 1997                    | Campeonato Europeo Junior            | Liubliana, Eslovenia    | 12a (h)                 | 100 m                   | 12,14                   |
| 1997                    | Campeonato Europeo Junior            | Liubliana, Eslovenia    | 6o                      | Relé de 4 × 100 m       | 45,36                   |
| 1998                    | Campeonato Mundial Junior            | Annecy, Francia         | 23 (qf)                 | 100 m                   | 12.19                   |
| 1998                    | Campeonato Mundial Junior            | Annecy, Francia         | 4a (h)                  | Relé de 4 × 100 m       | 45,36                   |
| 1998                    | Campeonatos de Europa                | Budapest, Hungría       | 6o                      | Relé de 4 × 100 m       | 44,10                   |
| 1999                    | Campeonato Europeo Junior            | Riga, Letonia           | 5o                      | 100 m                   | 11.72                   |
| 1999                    | Campeonato Europeo Junior            | Riga, Letonia           | 15 (h)                  | 200 m                   | 24,36                   |
| 1999                    | Campeonato Europeo Junior            | Riga, Letonia           | 2o                      | Relé de 4 × 100 m       | 44,40                   |
| 1999                    | Campeonatos del Mundo                | Sevilla, España         | 10a (h)                 | Relé de 4 × 100 m       | 43,86                   |
| 2000                    | Juegos Olímpicos                     | Sídney, Australia       | 49 (h)                  | 100 m                   | 11,68                   |
| 2000                    | Juegos Olímpicos                     | Sídney, Australia       | 12 (sf)                 | Relé de 4 × 100 m       | 43,50                   |
| 2001                    | Campeonatos de Europa Sub-23         | Ámsterdam, Países Bajos | 5o                      | 100 m                   | 11,71                   |
| 2001                    | Campeonatos de Europa Sub-23         | Ámsterdam, Países Bajos | 3er                     | Relé de 4 × 100 m       | 44,76                   |
| 2003                    | Universiada                          | Daegu, Corea del Sur    | 5o                      | 100 m                   | 11,75                   |
| 2003                    | Universiada                          | Daegu, Corea del Sur    | 5o (sf)                 | 200 m                   | 24,60                   |
| 2005                    | Campeonatos de Europa en interiores  | Madrid, España          | 8o                      | 60 m                    | 7,44                    |
| 2005                    | Campeonatos del Mundo                | Helsinki, Finlandia     | 23 (qf)                 | 100 m                   | 11,52                   |
| 2005                    | Campeonatos del Mundo                | Helsinki, Finlandia     | –                       | Relé de 4 × 100 m       | DNF                     |
| 2006                    | Campeonato Mundial en Pista Cubierta | Moscú, Rusia            | 10o (sf)                | 60 m                    | 7,26                    |
| 2006                    | Campeonatos de Europa                | Gotemburgo, Suecia      | 24 (h)                  | 100 m                   | 11,64                   |
| 2006                    | Campeonatos de Europa                | Gotemburgo, Suecia      | 11a (h)                 | Relé de 4 × 100 m       | 44,32                   |
| 2007                    | Universiada                          | Bangkok, Tailandia      | 14 (sf)                 | 100 m                   | 12.01                   |
| 2007                    | Universiada                          | Bangkok, Tailandia      | 1er                     | Relé de 4 × 100 m       | 43,48                   |
| 2007                    | Campeonatos del Mundo                | Osaka, Japón            | 10a (h)                 | Relé de 4 × 100 m       | 43,41                   |